# Ejercicios de Kegel
Los ejercicios de Kegel o ejercicios de contracción del músculo pubocoxígeo sirven para fortalecer los músculos pélvicos. También se recomiendan para evitar alteraciones comunes como la incontinencia urinaria. Reciben este nombre en memoria del doctor Arnold Kegel, quien los desarrolló para sus pacientes en la década de 1940 como método para control de la incontinencia urinaria. Su artículo se publicó en 1948.

## Métodos
Los ejercicios de Kegel se idearon para controlar la incontinencia urinaria de la mujer tras el parto. El propósito de los ejercicios es fortalecer los músculos de la zona pélvica y mejorar la función del esfínter uretral o rectal. El éxito de los ejercicios de Kegel depende de la práctica apropiada de la técnica y de un disciplinario cumplimiento del programa de ejercicios. Hoy día se recomiendan a la mujer que sufre incontinencia urinaria por estrés, al hombre que padece incontinencia urinaria después de cirugía de próstata y a personas que sufren de incontinencia fecal. 
Algunas personas no localizan con facilidad los músculos pélvicos y deben practicar con frecuencia para aprender a contraer los músculos adecuados. Uno de los métodos consiste en sentarse en el retrete y, al orinar, intentar retener el flujo de orina, contrayendo los músculos del piso pélvico. Practicando varias veces, la persona puede llegar a conocer el grupo correcto de músculos que hace la contracción. No deben contraerse los músculos del abdomen, caderas o nalgas mientras hace este ejercicio. Sin embargo, esta práctica solo debe utilizarse para localizar los músculos y no como ejercicios, ya que altera el reflejo normal de la micción y podría inducir a una alteración de este mecanismo o a dejar residuo de orina en la vejiga al finalizar la micción. Otro método para identificar los músculos consiste en introducir un dedo en el recto.[cita requerida]
Es posible fortalecer los músculos del piso pélvico usando un cono vaginal (dispositivo con peso que se inserta en la vagina). Una vez dentro, deben tratar de mantener el dispositivo contrayendo los músculos. Si se aprende a realizar los ejercicios antes de dilatar la vagina, se puede observar que la dilatación resulta más fácil. Esto ocurre porque se sabe cuándo están los músculos pélvicos tensos y cuándo relajados. Antes de insertar un dedo o cualquier objeto en la vagina, se debe tensar-relajar los músculos. Es más fácil mover el dedo con los músculos relajados. Una vez que se pueda introducir la punta del dedo en la vagina, ya se puede intentar apretarlo con los músculos.
Un porcentaje importante (más del 40 %)[cita requerida] de los pacientes no logran localizar correctamente los músculos del piso pélvico y en lugar de contraer muchas veces pujan, lo que puede incluso agravar un problema de incontinencia o prolapso.
Es posible usar biorretroalimentación (un método de reforzamiento positivo) y estimulación eléctrica para identificar el grupo de músculos a trabajar. Se sitúan electrodos en el abdomen y a lo largo de la zona anal. Algunos expertos ponen un sensor en el ano (para los hombres) o en la vagina para monitorizar la contracción de los músculos.[cita requerida] En el monitor se puede observar por un gráfico cuáles son los músculos que se contraen y los que están en reposo. El especialista puede ayudar a identificar los músculos para la ejecución correcta de los ejercicios de Kegel. La estimulación eléctrica se realiza usando corriente eléctrica de bajo voltaje que estimula el grupo correcto de músculos. La corriente se aplica utilizando una sonda anal o vaginal. Esta terapia puede hacerse en el centro especializado o en la propia casa. Son sesiones de 20 minutos de duración, y se realizan cada 1 o 4 días. Según los estudios realizados, han resultado prometedores para el tratamiento de incontinencia.
Las técnicas conductuales o el control de hábitos de ingesta líquida y micción, la orientación en deporte apropiados para no agravar los problemas también son parte importante del tratamiento. Este conjunto de técnicas se conocen como reeducación pelviperineal o del piso pélvico y deben ser aplicados por un kinesiólogo o fisioterapeuta especializado.[cita requerida]

## Ejercicios de Kegel para una satisfactoria relación sexual
Debido a que los músculos vaginales de la mujer no están directamente controlados, hay cierta dificultad para controlarlos y desarrollarlos. La mejor manera para prepararlos para mantener una relación sexual es usándolos. Para ello debe insertarse algo en la vagina para que lo agarre. La primera forma de relajarlos es relajando totalmente el cuerpo. Luego se puede insertar un dedo en la vagina: se debe notar que atraviesa sus músculos y se tocan las paredes vaginales que no son lisas: se componen de muchos pliegues pequeños o arrugas, porque deben poder ajustarse al pasaje de la cabeza de un bebé. Explorar y conocer la propia vagina es conveniente y favorable para la salud sexual de la mujer.

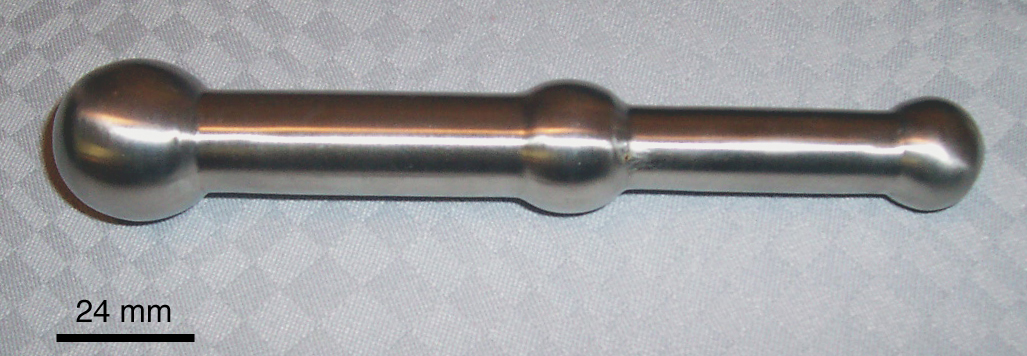
El aparato de ejercicios de Kegel

La vagina de una mujer sin experiencia sexual es tensa porque aún no ha aprendido a relajar los músculos, no porque sean fuertes. Si estos músculos no se fortalecen al ser estirados, puede que no desarrolle nunca la capacidad de apretar cosas insertadas. El no fortalecerlos hace que disminuya el roce entre las paredes vaginales y todo lo que se inserte entre ellas, con lo que una penetración vaginal puede no ser tan satisfactoria como podría llegar a ser para los dos miembros de la pareja.
Relajar los músculos vaginales puede ser útil para una mujer cuando una pareja inserte su(s) dedo(s) o su pene o cuando un especialista necesite inspeccionar con sus dedos o una herramienta durante un examen ginecológico. Mantener estos músculos pélvicos fuertes puede aumentar la intensidad del orgasmo.
Los ejercicios de Kegel también pueden ser beneficiosos para el varón, porque son capaces de dotarle de una mayor capacidad para elegir el momento de eyacular, y su práctica continuada puede ayudar a prevenir e incluso a tratar la eyaculación precoz.

## Dispositivos para tonificar la zona pélvica

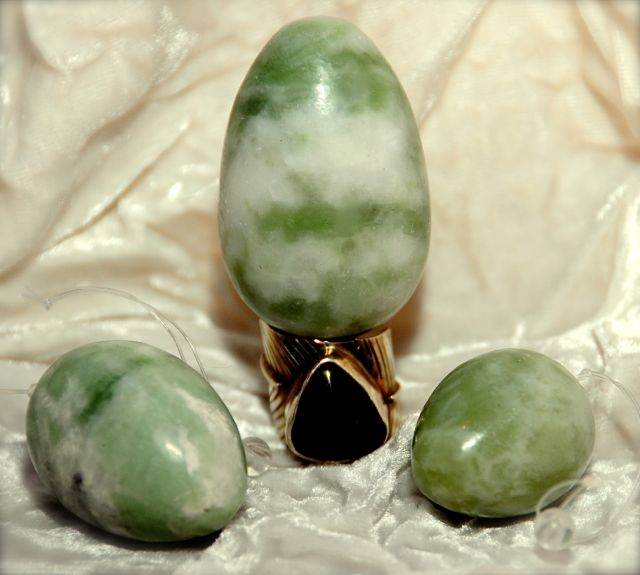
Los huevos de jade (o huevos Yoni) se anuncian como pesas vaginales.

Existen algunos dispositivos, destinados al mercado femenino, que se ofrecen como ayuda a los ejercicios de los músculos del suelo pélvico y para mejorar el tono muscular de la pubocoxígea.
Algunos de ellos utilizan pesos para (según sus creadores) aumentar la eficiencia de los ejercicios de Kegel realizados con ellos. Un estudio médico en 2013 no encontró diferencia entre ejercitar el suelo pélvico con dispositivos con pesos y realizar ejercicios de Kegel sin ellos; el primero sin embargo presenta un riesgo más elevado de lesión debido a que se introduce un objeto extraño en la vagina.

### Mercadotecnia
Durante la última década del siglo XX y a principios del XXI han aparecido una serie de dispositivos médicos y pseudomédicos (huevos de Jade, bolas Ben Wa, etc.) para supuestamente mejorar los orgasmos y el sexo, incrementar la «energía», «equilibrar las hormonas» y muchos otros beneficios para la salud. Los médicos señalan que tales atribuciones no son apoyadas por investigaciones científicas, y hasta pueden ser engañosas. Asimismo, insertar objetos extraños en la vagina incrementa el riesgo de infecciones y puede acarrear vaginosis o síndrome tóxico.

## Motivos por los que se pueden atrofiar los músculos vaginales
- Embarazo y posterior parto
- Por la edad
- Por sobrepeso
- Infección urinaria crónica
- La menopausia